# Serghei Marghiev
Serghei Marghiev (in russo Сергей Сосланович Маргиев?; Vladikavkaz, 6 novembre 1992) è un martellista moldavo. Ha rappresentato lo stato ex sovietico in due edizioni dei Giochi olimpici.
È fratello delle martelliste Zalina e Marina.

## Record nazionali
- Lancio del martello: 78,72 m ( Chișinău, 30 maggio 2015)

## Palmarès
| Anno | Manifestazione       | Sede           | Evento              | Risultato | Prestazione | Note                                     |
| ---- | -------------------- | -------------- | ------------------- | --------- | ----------- | ---------------------------------------- |
| 2009 | Mondiali allievi     | Bressanone     | Lancio del martello | 28º (q)   | 59,36 m     |                                          |
| 2010 | Mondiali juniores    | Moncton        | Lancio del martello | 14º (q)   | 66,56 m     |                                          |
| 2011 | Europei juniores     | Tallinn        | Lancio del martello | Argento   | 76,60 m     |                                          |
| 2012 | Giochi olimpici      | Londra         | Lancio del martello | 31º (q)   | 69,76 m     |                                          |
| 2013 | Universiadi          | Kazan'         | Lancio del martello | 8º        | 72,99 m     | Miglior prestazione personale stagionale |
| 2013 | Europei under 23     | Tampere        | Lancio del martello | 5º        | 72,08 m     |                                          |
| 2013 | Campionati balcanici | Stara Zagora   | Lancio del martello | Oro       | 73,77 m     |                                          |
| 2014 | Europei              | Zurigo         | Lancio del martello | 9º        | 75,18 m     |                                          |
| 2014 | Campionati balcanici | Pitești        | Lancio del martello | Oro       | 76,20 m     |                                          |
| 2015 | Universiadi          | Gwangju        | Lancio del martello | 4º        | 73,65 m     |                                          |
| 2015 | Mondiali             | Pechino        | Lancio del martello | 23º (q)   | 71,61 m     |                                          |
| 2015 | Campionati balcanici | Pitești        | Lancio del martello | Oro       | 76,20 m     |                                          |
| 2016 | Europei              | Amsterdam      | Lancio del martello | 8º        | 73,21 m     |                                          |
| 2016 | Giochi olimpici      | Rio de Janeiro | Lancio del martello | 10º       | 74,14 m     |                                          |
| 2016 | Campionati balcanici | Pitești        | Lancio del martello | Argento   | 74,89 m     |                                          |
| 2017 | Mondiali             | Londra         | Lancio del martello | 8º        | 75,87 m     |                                          |
| 2017 | Universiadi          | Taipei         | Lancio del martello | Bronzo    | 74,98 m     |                                          |
| 2018 | Europei              | Berlino        | Lancio del martello | 7º        | 74,47 m     |                                          |
| 2018 | Campionati balcanici | Stara Zagora   | Lancio del martello | Bronzo    | 73,30 m     |                                          |
| 2019 | Mondiali             | Doha           | Lancio del martello | 16º (q)   | 74,28 m     |                                          |
| 2021 | Giochi olimpici      | Tokyo          | Lancio del martello | 12º       | 75,24 m     |                                          |
| 2022 | Mondiali             | Eugene         | Lancio del martello | 15º (q)   | 74,17 m     |                                          |
| 2022 | Europei              | Monaco         | Lancio del martello | 10º       | 73,89 m     |                                          |
| 2023 | Mondiali             | Budapest       | Lancio del martello | 18º (q)   | 72,91 m     |                                          |
| 2024 | Europei              | Roma           | Lancio del martello | 11º       | 73,07 m     |                                          |
| 2024 | Giochi olimpici      | Parigi         | Lancio del martello | 18º (q)   | 73,46 m     |                                          |

## Altre competizioni internazionali
2013
- Bronzo in Coppa Europa invernale di lanci ( Castellón de la Plana), lancio del martello - 69,72 m

2014
- Oro nella Third League degli Europei a squadre ( Tbilisi), lancio del martello - 76,02 m

2015
- Bronzo in Coppa Europa invernale di lanci ( Leiria), lancio del martello - 73,84 m
- Argento nella Third League degli Europei a squadre ( Baku), lancio del martello - 73,09 m

2017
- Oro nella Second League degli Europei a squadre ( Tel Aviv), lancio del martello - 73,37 m

2019
- Oro nella Third League degli Europei a squadre ( Skopje), lancio del martello - 73,54 m

2021
- Oro nella Third League degli Europei a squadre ( Limassol), lancio del martello - 74,49 m